# Quod aliquantum
Quod aliquantum è un breve di Pio VI datato 10 marzo 1791 con il quale condannò la Costituzione civile del clero nonché alcuni articoli della Dichiarazione dei diritti dell'uomo e del cittadino.

## Antefatti
Dopo la revisione della struttura statale caratterizzata dall'Ancien Régime, l'incameramento dei beni ecclesiali il 2 novembre 1789 e la soppressione degli istituti religiosi nel febbraio 1790, il rapporto tra Francia rivoluzionaria e Chiesa cattolica seppur instabile resisteva.
Nel luglio del 1790 l'Assemblea nazionale costituente approvò la Costituzione civile del clero con la quale la Chiesa francese diventava soggetta dello stato, riportando in auge, anche durante la rivoluzione francese, l'unione Stato-Chiesa che aveva caratterizzato l'apparato statale appena distrutto. La Costituzione prevedeva che i vari chierici doveva prestare giuramento allo stato francese, giuramento che almeno la metà dei prelati non fece. Si creò così uno scisma - a tratti imbarazzante per via della contesa degli edifici dove celebrare, dei morti da seppellire ecc. - tra la Chiesa cattolica francese e la Chiesa costituzionale francese, quella che seguiva le direttive della Costituzione.
Pio VI fu molto prudente prima di cercare una soluzione - Avignone era un'enclave pontificio in territorio francese e poteva essere facilmente conquistato dai rivoluzionari - e cercava più la collaborazione con il re Luigi XVI di Francia, non ancora giustiziato, ma con poteri ridotti, affinché egli non approvasse la Costituzione. L'appello fu scritto in una lettera inviata il 10 luglio 1790 e giunta al destinatario il 13 luglio, il giorno dopo la promulgazione della Costituzione e di conseguenza troppo tardi. I mesi successivi saranno spesi da Pio VI a formare una resistenza contro la Costituzione nel clero francese, cercando nel contempo di preservare l'unità ecclesiale in Francia e di «[non] aggravare la situazione già così penosa dell'infelice Luigi XVI». La maggioranza del clero cedette alle richieste della Costituzione e La ricerca della collaborazione fu inutile e il 10 marzo 1791 Pio VI promulgò il breve Quod aliquantum.

## Contenuto
Il breve condannò senza appello la Costituzione civile del clero, l'operato dell'Assemblea Costituente, e diede della prima due diverse interpretazioni: una giuridica e l'altra teologica.
Nella prima interpretazione il pontefice fece notare come il concordato firmato nel 1516 tra la Chiesa e la Francia non era più rispettato dallo stato e denunciò l'intromissione dello stesso nelle questioni puramente ecclesiastiche, quali il governo dei presuli e la distruzione del rapporto tra i vescovi francesi e la Santa Sede:
Il pontefice paragonò l'atteggiamento dello stato francese nei confronti della Chiesa all'atteggiamento nei confronti della stessa da parte dei sovrani Enrico II e Enrico VIII. Questa attribuzione dell'Assemblea del potere spirituale allo Stato avvenne mediante «regolamenti contrari al dogma e alla disciplina».
Dal punto di vista teologico il pontefice considerò la Costituzione come un tentativo di minare dall'interno la Chiesa e diede alla Rivoluzione francese in generale una prospettiva apocalittica, in quanto essa distrusse l'ordine voluto da Dio nell'ancien regime.
Nel breve si condannò anche la Dichiarazione dell'agosto 1789 poiché contrappose i diritti di Dio con i diritti dell'uomo.

## Effetti
Il breve spaccò ancora di più la delicata situazione della Chiesa in Francia e Pio dovette emanare l'anno successivo, il 13 aprile 1791 con Charitas quae, disposizioni riguardanti il rapporto tra il clero cattolico e il clero costituzionale.
La Chiesa cattolica e la Rivoluzione francese diventarono così contrapposti l'uno all'altro e gli effetti si protrassero anche nei secoli successivi.